# Laurent Cirade
Laurent Cirade, né en 1963, est un violoncelliste, auteur-compositeur et acteur français. Il s'est fait connaître en tant que violoncelliste au sein de l'ensemble musical et humoristique Le Quatuor.
Auteur, violoncelliste et acteur du spectacle Duel, il a également composé la musique des trois derniers spectacles de Stéphane Guillon.

## Biographie
Laurent Cirade a commencé le piano à l’âge de 6 ans. Puis à 8 ans, il entame l’étude du violoncelle, auprès du professeur Maguy Hauchecorne, au Conservatoire de Musique de Cachan. À 17 ans, il obtient un Premier Prix d'excellence et les félicitations du jury[réf. nécessaire].
Après ce cursus au Conservatoire de Musique de Cachan, il poursuit l'étude du violoncelle auprès d’Hervé Derrien, Michel Strauss et Philippe Muller. 
En 1983, il entre dans l'Orchestre des Prix du Conservatoire national supérieur de musique de Paris, puis dès 1984 il est employé comme violoncelliste supplémentaire dans l'Orchestre national de France. Tout en poursuivant une carrière d'instrumentiste classique, il commence à travailler la musique improvisée en 1985 avec le violoniste de jazz Pierre Blanchard, puis il rejoint son ensemble « Gulf string Quartett ».
En 1988, il intègre Le Quatuor, il y restera jusqu'en 2000. Alliant le violoncelle, le chant, le mime et le théâtre, il fait trois créations avec Le Quatuor (Violons dingues, Le Diable aux cordes, Il pleut des cordes).
Pendant ces 12 années de collaboration avec Le Quatuor, il travaille avec le chorégraphe Maurice Béjart (fresque commémorative 1789... et nous en 1989, représentations au Grand Palais à Paris, à Chateauvallon, à Bruxelles et Lausanne), la réalisatrice Coline Serreau (La Belle Verte - en 1995), le compositeur Hugues Le Bars et le metteur en scène Alain Sachs (Il pleut des cordes). 
En 2000, il quitte Le Quatuor pour créer le spectacle Duel. À Paris, il rencontre le pianiste Paul Staïcu. À l’issue de cette rencontre en 2001, Duel , opus 1 est créé et est mis en scène par Agnès Boury. 
En 2004, Laurent Cirade compose et interprète la musique sur scène de la pièceLe bébé de Marie Darrieussecq, dans une mise en scène de Marc Goldberg au Vingtième-Théâtre, puis au Studio des Champs-Élysées. 
En 2007, il participe à la création chorégraphique de Fabrice Guillot et Geneviève Mazin, Juste sous mes pieds au Théâtre de Chartres.
La seconde création Duel, opus 2, aussi mise en scène par Agnès Boury, est créée au Festival d’Avignon en 2009.

## Spectacles
- 1988 - 2000 : Le Quatuor[13]

Duel, opus 1
- 2001 : Chocolat Théâtre, Marseille.
- 2002 : Sudden Théâtre, Paris.
- 2002 : Théâtre des Mathurins[14], Paris.
- 2004, 2005, 2007, 2008 : Théâtre du Balcon, Avignon.
- 2006 : Comédie des Champs-Élysées[15], Paris

Duel, opus 2
- 2009 : Festival off d'Avignon[16] et Vingtième Théâtre[17], Paris.
- 2009 : Théâtre Trévise[18], Paris.
- 2010, 2012, 2013 : Salle Gaveau[19], Paris.
- 2015 : Festival off d'Avignon[20], Paris.
- 2016 : Théâtre du Palais-Royal[21], Paris

Duel, opus 1 et Duel, opus 2 sont des spectacles musicaux, « sans parole », cette particularité conduit le violoncelliste, Laurent Cirade, et, le pianiste Paul Staïcu, à se produire dans le monde entier depuis ces quinze dernières années.

## Récompenses
Pendant les 12 années de collaboration avec Le Quatuor, le Quatuor est récompensé par :
- 1994 : Molières 1994[24] du Meilleur Spectacle Musical
- 1998 : Molières 1998[24] du Meilleur Spectacle Musical
- 1998 : Victoire de la Musique